# Sent Pantalion
Sent Pantalion (en francès Saint-Pantaléon) és un antic municipi francès, situat al departament de l'Òlt i a la regió d'Occitània.
El municipi tenia Sent Pantalion com a capital administrativa, i també comptava amb els agregats de Prenhac, Bonarma, la Boissièira, les Catiás, la Garriga i la Codonha.
El 2019 es va fusionar amb els municipis veïns de Sent Daunès i Bagat per a formar el nou municipi de Sent Daunès, Sent Pantalion e Bagat.

## Demografia
| 1962                                       | 1968 | 1975 | 1982 | 1990 | 1999 | 2006 |
| ------------------------------------------ | ---- | ---- | ---- | ---- | ---- | ---- |
| 226                                        | 182  | 136  | 138  | 160  | 223  | 231  |
| Des de 1962: població sense dobles comptes |      |      |      |      |      |      |

## Administració
| Període   | Identitat           | Partit |
| --------- | ------------------- | ------ |
| 1935-1956 | Clément Lasbouygues |        |
| 1956-1971 | Georges Miquel      |        |
| 1971-1989 | Yvan Bach           |        |
| 1989-     | Gérard Lacroix      |        |